# L'assassí invisible
L'assassí invisible (títol original: The Car) és una pel·lícula de terror dirigida per Elliot Silverstein i escrita per Michael Butler, Dennis Shryack i Lane Slater. La protagonitza James Brolin, Kathleen Lloyd, John Marley i Ronny Cox. La història porta a un misteriós automòbil que aterroritza una petita ciutat de camp aïllada a l'oest dels Estats Units. Ha estat doblada al català.
Produïda i distribuïda per Universal Pictures, aquesta pel·lícula ha estat influïda pels nombrosos road movies dels anys 1970, com Duel de Steven Spielberg i La cursa de la mort de Paul Bartel. També té una certa relació amb Jaws (aquí, el cotxe reemplaça el tauró com a depredador). La pel·lícula és coneguda pels seus efectes sonors, sobretot el so del terrorífic klaxon cada vegada que l'auto fa una nova víctima.

## Argument
La història té lloc a Santa Ynez, comunitat fictícia situada a les muntanyes de l'Estat de Utah. Una enorme berlina negra circula a tomba oberta per la carretera del desert. Fereix en principi dos ciclistes a les muntanyes, a continuació un autostopista a prop de la ciutat. Els policies del comtat, dirigits pel xèrif Everett i el capità Wade Parent, comencen la investigació. El vespre, Everett és, per la seva banda, atropellat en el carrer gran del poble.
L'endemà al matí, el cotxe s'ataca a un grup de nens a punt de practicar una fanfare. Els nens i els seus professors arriben a refugiar-se en el cementiri de l'indret on sembla que no s'atreveix a entrar, malgrat els insults proferits per Lauren, una de les institutrius i amiga del capità Parent. El cotxe marxa cap al desert amb tota una cua de cotxes policíals al seu darrere. Tots són destruïts i Wade és ferit en l'enfrontament.
Aquest es desperta en un hospital i comprova amb els policies supervivents que sembla tractar-se d'un cotxe amb un origen demoníac. El vespre, Lauren és mort a casa seva amb la berlina que hi ha penetrat fent un salt increïble. Wade surt de l'hospital i estableix un pla per treure's de sobre el cotxe diabòlic. L'atraurà cap a un canyó on els seus col·legues hauran posat una bona quantitat de dinamita amb la finalitat d'enterrar-lo sota tones de pedra. Però és forçat a posar el pla en acció més aviat del que preveia quan percep que el cotxe l'esperava en el seu garatge. El segueix fins al canyó i el pla té lloc finalment com estava previst. Durant l'explosió, una forma estranya tanmateix apareix en el cel, que sembla confirmar l'origen diabòlic de la màquina.

## Repartiment
- James Brolin: Wade Parent
- Kathleen Lloyd: Lauren
- John Marley: El xèrif Everett
- R. G. Armstrong: Amos Clements
- Ronny Cox: Luke
- Henry O'Brien: Charles
- Elizabeth Thompson: Maggie
- Roy Jenson: Ray Mott
- Kim Richards: Lynn Marie Parent
- Kyle Richards: Debbie Parent
- Lee McLaughlin: Marvin Fats
- Geraldine Keams: Donna
- Kate Murtagh: Miss MacDonald
- Steve Gravers: Mackey
- Doris Dowling: Bertha
- John Rubinstein: John Morris
- Bob Woodlock: Peter Kale
- Melody Thomas Scott: Suzie Pulbrook

## Al voltant de la pel·lícula
- La cotxe infernal de la pel·lícula és un Lincoln Continental Mark III 1971, transformat per George Barris, que havia concebut el Batmobile de la sèrie televisiva Batman durant els anys 1960. Construir-lo va costar 84.000 dòlars.
- Sis cotxes del mateix gènere van ser construïts per la pel·lícula però tots van ser destruïts durant el rodatge. Un setè cotxe va ser construït més tard i mostrat als estudis Universal però Barris va acabar per vendre'l a un col·leccionista en els anys 1980.
- En una entrevista el 1977, James Brolin va declarar que la pel·lícula havia en principi de dir-se Wheels.
- L'escena final, quan el cotxe tomba en el precipici, ha estat represa en un episodi de K 2000: el prototip.
- La pel·lícula ha estat rodada a Utah principalment a Glen Canyon i al Parc Nacional Zion.
- Melody Thomas Scott, la primera víctima del bòlid infernal, més tard es va fer conèixer en el paper de Nikki Newman en la sèrie de TV Els Focs de l'amor.